# Chaetodipus arenarius
Chaetodipus arenarius är en däggdjursart som beskrevs av Clinton Hart Merriam 1894. Chaetodipus arenarius ingår i släktet Chaetodipus och familjen påsmöss. IUCN kategoriserar arten globalt som livskraftig.
Inga underarter finns listade i Catalogue of Life. Wilson & Reeder (2005) skiljer mellan 11 underarter.
Denna gnagare förekommer på halvön Baja California i Mexiko samt på mindre öar i närheten. Habitatet utgörs av öknar och andra torra landskap med sandig jord. Arten gräver underjordiska bon. Den jagas av tornugglan.
Artepitet i det vetenskapliga namnet är bildat av det latinska ordet arena (sand). Det syftar på det sandiga habitatet.
Arten blir med svans 15,2 till 15,6 cm lång och svanslängden är cirka 8,5 cm. Djuret har i genomsnitt 2,1 cm långa bakfötter och 0,8 cm stora öron. Viktuppgifter saknas. Allmänt är hanar större än honor. Avvikande från de flesta andra medlemmar har arten en svans som är lite längre än huvud och bål tillsammans och inga borstar eller taggar i ovansidans päls förutom några enstaka borstar vid stjärten. Pälsfärgen på ovansidan varierar mellan ljusgrå, ljusbrun och mörkbrun. Hos flera exemplar har några hår svarta spetsar vad som ger ett spräckligt utseende. Övergången till den vita undersidan kan vara skarp eller stegvis. Svansens har på ovansidan en mörkbrun till rödbrun strimma och undersidan är vit. En population har en gulbrun linje mellan ovansidans bruna päls och undersidans vita päls. Hos några populationer varierar ovansidans pälsfärg beroende på årstid. Flera exemplar har en vit punkt bredvid örat.